# Variedad compleja
En geometría diferencial, una variedad compleja M es una variedad topológica que tiene la estructura que nos permite definir la noción de función holomorfa {\displaystyle f:M\to \mathbb {C} }.
Ello se podrá conseguir por dos caminos:
1. Exigiendo que exista un atlas (o conjunto de cartas) que recubra la variedad de modo que las funciones de transición (o cambios de cartas) sean holomorfas.
2. O, de un modo menos directo, exigiendo la existencia sobre la variedad diferenciable subyacente de una estructura casi compleja J (endomorfismo que verifica {\displaystyle J^{2}=-Id}) y una condición de integrabilidad.

Toda variedad compleja de dimensión compleja n será, en particular, también una variedad diferenciable de dimensión real 2n, orientable, y dotada de una orientación natural.
Puesto que las funciones holomorfas son mucho más rígidas que las funciones diferenciables, la teoría de variedades complejas presenta importantes diferencias con la de variedades diferenciables.

## Ejemplos
- Las superficies de Riemann son variedades complejas de dimensión compleja 1. El teorema de uniformización demuestra que toda superficie de Riemann simplemente conexa es biholomorfa al disco unidad del plano complejo, a todo el plano complejo o a la esfera de Riemann. Los tres ejemplos citados constituyen variedades complejas no equivalentes.

- La bola abierta de radio uno, {\displaystyle \{z\in \mathbb {C} ^{n}\mid \lVert z\rVert <1\}}, el polidisco (producto cartesiano de discos), {\displaystyle \{z=(z_{1},z_{2},\dots ,z_{n})\in {\mathbb {C} }^{n}\mid \vert z_{i}\vert <1,{\mbox{ for all }}i=1,\dots ,n\}} y el espacio complejo {\displaystyle \mathbb {C} ^{n}} son variedades complejas no biholomorfas.

- Los toros complejos. Dados {\displaystyle \{v_{1},\ldots v_{n}\}}, una base de {\displaystyle \mathbb {C} ^{n}} y {\displaystyle D=\{\sum m_{i}v_{i}:m_{i}\in \mathbb {Z} \}}, subgrupo del grupo de traslaciones, al cociente {\displaystyle \mathbb {C} ^{n}/D} se le denomina toro complejo. En contraste con los toros reales, dos toros complejos de la misma dimensión pueden no ser biholomorfos.

- Numerosos grupos de Lie son a la vez variedades complejas. En caso de que las operaciones de grupo (producto e inverso) sean holomorfos diremos que el grupo es un grupo de Lie complejo. Tal es el caso de GL(n,C) o de Sp(n,C).
- Espacios proyectivos complejos.
- Grassmanianas complejas.
- Variedades de banderas complejas.

## El camino de las funciones de transición holomorfas
En toda carta de una variedad diferenciable de dimensión real 2n, con coordenadas reales {\displaystyle \{x^{1},\ldots ,x^{n},y^{1},\ldots ,y^{n}\}} podemos formar combinaciones de variables complejas {\displaystyle \{z^{1}=x^{1}+iy^{1},\ldots ,z^{n}=x^{n}+iy^{n}\}}. Pero con esto no bastará para disponer de una carta que forme parte de nuestro atlas complejo. Para retener esta carta en nuestro atlas será necesario verificar si el cambio con el resto de cartas {\displaystyle \Phi _{j}\circ \Phi _{i}^{-1}} es holomorfo.
Recordando la teoría de variable compleja, esto puede verificar de varias formas:
- Usando las coordenadas reales, y descomponiendo {\displaystyle \Phi _{j}\circ \Phi _{i}^{-1}=u+iv} en su parte real e imaginaria. Basta con exigir que estas últimas verifiquen las ecuaciones de Cauchy-Riemann:

{\displaystyle {\frac {\partial u}{\partial {x^{k}}}}={\frac {\partial v}{\partial {y^{k}}}}\qquad {\frac {\partial v}{\partial {y^{k}}}}=-{\frac {\partial v}{\partial {x^{k}}}}}
- O usando coordenadas complejas {\displaystyle z^{1},\ldots ,z^{n}} y sus conjugadas {\displaystyle {\bar {z}}^{1},\ldots ,{\bar {z}}^{n}}, observando que la expresión de {\displaystyle (\Phi _{j}\circ \Phi _{i}^{-1})(z^{1},\ldots ,z^{n},{\bar {z}}^{1},\ldots ,{\bar {z}}^{n})} verifique {\displaystyle {\partial (\Phi _{j}\circ \Phi _{i}^{-1}) \over \partial {{\bar {z}}^{k}}}=0}, siendo independiente, por tanto, de todas las {\displaystyle {\bar {z}}^{k}}.

## El camino de la estructura casi compleja
Una estructura casi compleja sobre una variedad diferenciable de dimensión real 2n define, punto a punto, un endomorfismo J²=-Id que imita el efecto de la multiplicación por la unidad imaginaria i, que no está definida a priori en una variedad real.
No toda variedad estructura casi compleja convierte a la variedad en variedad compleja. Para que esto suceda debe darse una condición de integrabilidad.
De hecho, la esfera S6 admite una estructura casi compleja que no es integrable. Se sabe que S2 y S6 son las únicas esferas que admiten una estructura casi compleja. Todavía se desconoce si S6 admite una estructura de variedad compleja (que en todo caso, no será compatible con la estructura casi compleja citada).
La condición de integrabilidad viene dada por la anulación del tensor de Nijenhuis N(X,Y), definido como:
{\displaystyle N_{J}(X,Y)=[X,Y]+J[JX,Y]+J[X,JY]-[JX,JY]}.
Donde X e Y son campos diferenciables cualesquiera y [.,.] denota el corchete de Lie de los campos involucrados.
En el caso de dimensión real 2, toda estructura casi compleja es integrable. Además, se demuestra que una métrica de Riemann define en dimensión real 2 una estructura casi compleja de modo natural.

## Compatibilidad de la estructura casi compleja con otras estructuras

### Con una conexión
Una conexión {\displaystyle \nabla } se dice casi compleja si {\displaystyle \nabla J=0}.

### Con una métrica
Una métrica se dice hermítica si verifica la siguiente condición de compatibilidad con la estructura casi compleja:
{\displaystyle g(JX,JY)=g(X,Y)}
La compatibilidad con la métrica no implica que la conexión inducida por la métrica sea también compatible con la estructura casi compleja. Esta compatibilidad sólo se produce cuando se reúnen dos condiciones:
- que la estructura casi compleja sea integrable (y nos encontraremos en ese caso en una variedad compleja),
- y que la forma fundamental {\displaystyle \phi } definida por {\displaystyle \phi (X,Y)=g(X,JY)} sea cerrada.

A las variedades donde se dan estas dos condiciones se les denomina variedades de Kähler.